# سوپراندرو

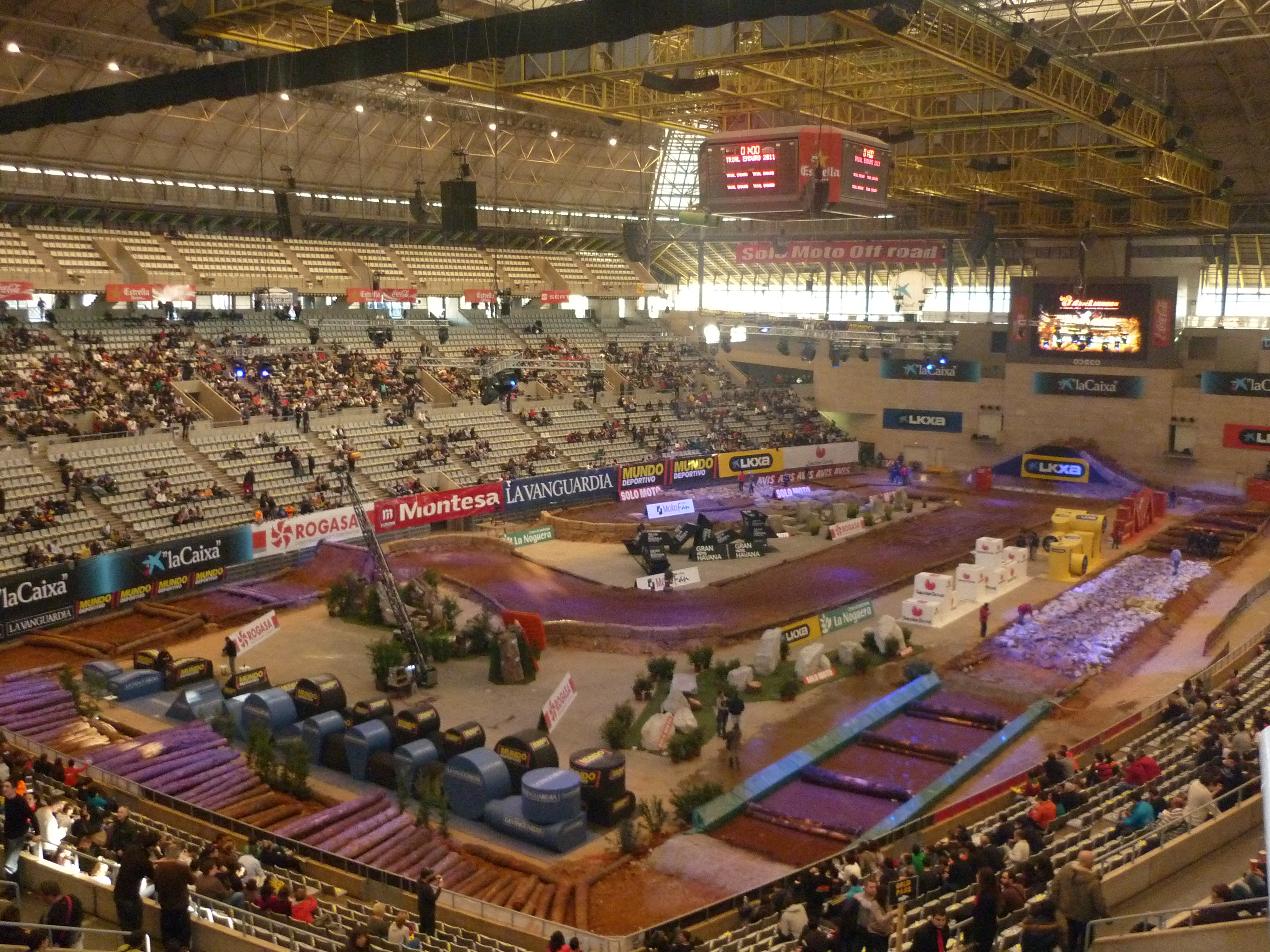
مسیر اندرو داخل سالنی بارسلونا ۲۰۱۱

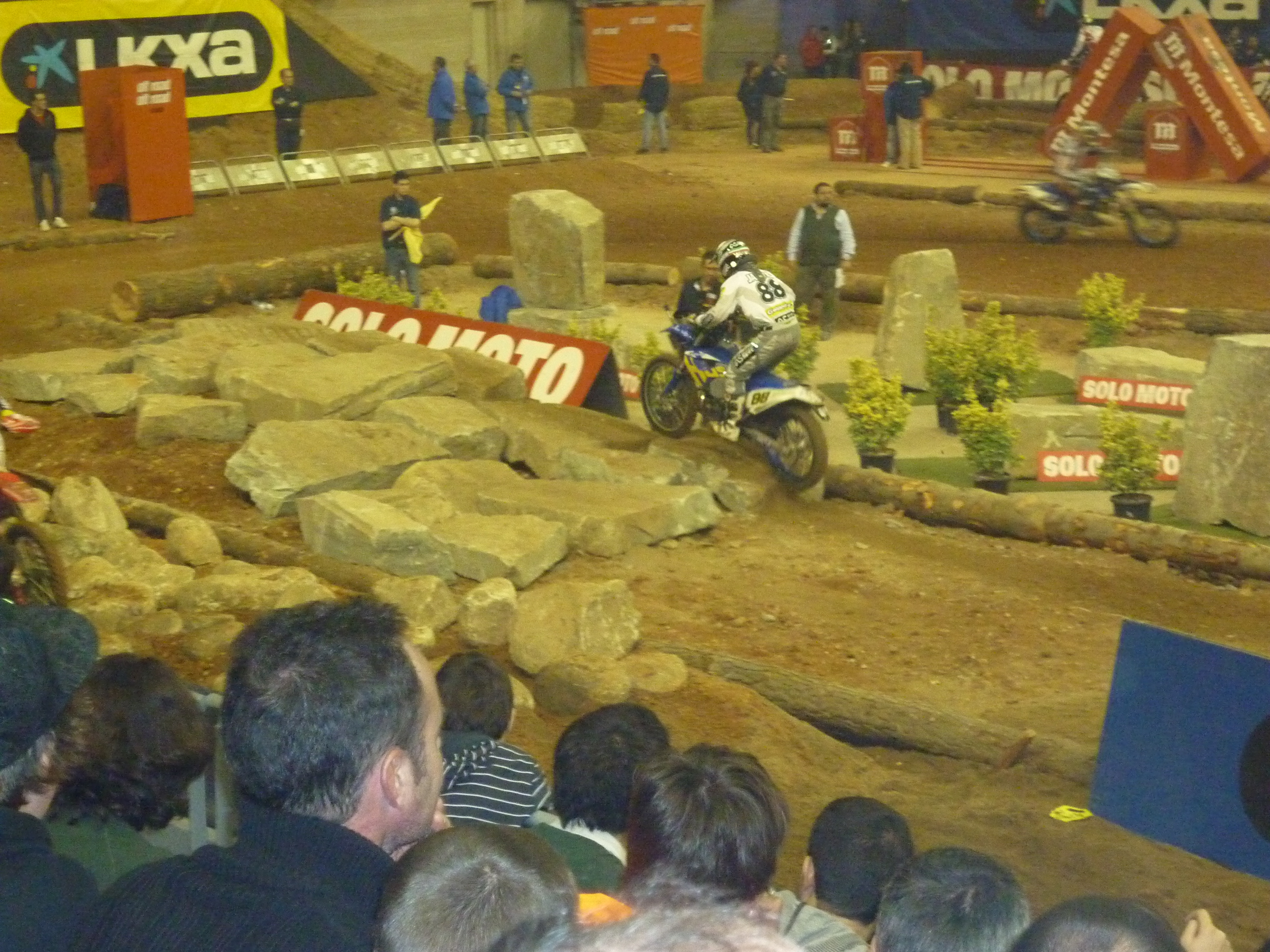
گراهام جارویس در بارسلونا داخل سالن اندرو سال ۲۰۱۱

اندرو داخل سالن یا سوپر اندرو که گاهی آن را اندرو کراس نیز می‌نامند کوتاه شده Enduro-X یا EX، یک مسابقهٔ موتور اندرو است که ترکیبی از مسابقات سوپرکراس و اندرو در داخل سالن سر پوشیده بر روی موانعی شبیه به موانع در پیست‌های موتورسیکلت تریال است، برگزار می‌شود. تفاوت اصلی مسابقات سوپراندرو با سوپرکراس در وجود «قطعات سنگ بزرگ»، تنهٔ درختان (شبیه به درختان افتاده) و بسیار شبیه به مسیرهای مسابقات تریال فنی است. همچنین در این مسابقات پوشش کف از خاک است نه آسفالت. مسیرها شامل عناصر مختلف موتورسواری در مسیرهای آفرود از جمله سنگ، تخته سنگ، کنده، ماسه، گل، چاله آب و موانع ویژه (مانند لاستیک‌های غول پیکر) هستند. یک دوره سوپراندرو بسیار سریعتر از یک دوره موتور تریال و بسیار کندتر از یک دوره سوپرکراس است.

## تاریخچه
اندرو داخل سالنی در سال ۲۰۰۰ به عنوان یک رویداد حمایتی برای مسابقات داخل سالنی بارسلون، که توسط Jaime Alguersuari Sr سازماندهی می‌شد، آغاز شد.
در سال ۲۰۰۷، FIM جام جهانی اندرو داخل سالن فدراسیون جهانی موتورسواری را ایجاد کرد، که بعداً به عنوان قهرمانی جهان FIM اندرو در داخل سالن نامگذاری شد، اما اکنون به قهرمانی جهانی FIM SuperEnduro تغییر نام داده است، که علیرغم نام فقط تا فصل ۲۰۱۳/۱۴ در اروپا برگزار شده بود.

## یادداشت
1. 1 2 3  Christner, Brian, Rise of the Endurocross, half Motocross half Enduro, Motorcycle News, 2WheelTuesday.com, 20 August 2011
2. ↑  [نیازمند شفاف‌سازی]Blazusiak Wins Columbus EnduroCross – Detail – News & Events – Models & Accessories – KTM.com – Ready to Race بایگانی‌شده  در ۲۰۰۸-۱۰-۱۰ توسط Wayback Machine